# Siarhei Kujarenka
Siarhei Kujarenka –en bielorruso, Сяргей Кухарэнка; en ruso, Сергей Кухаренко, Serguei Kujarenko– (Gomel, 8 de mayo de 1976) es un deportista bielorruso que compitió en judo. Ganó una medalla de bronce en el Campeonato Mundial de Judo de 2003 y una medalla de plata en el Campeonato Europeo de Judo de 2002.

## Palmarés internacional
| Campeonato Mundial | Campeonato Mundial  | Campeonato Mundial | Campeonato Mundial |
| Año                | Lugar               | Medalla            | Categoría          |
| ------------------ | ------------------- | ------------------ | ------------------ |
| 2003               | Osaka (Japón)       | Medalla de bronce  | –90 kg             |
| Campeonato Europeo |                     |                    |                    |
| Año                | Lugar               | Medalla            | Categoría          |
| 2002               | Maribor (Eslovenia) | Medalla de plata   | –90 kg             |